# Antonio Collar
Antonio Collar Monterrubio, semplicemente noto come Collar (San Juan de Aznalfarache, 7 marzo 1933), è un ex calciatore spagnolo, di ruolo difensore.

## Biografia
Anche i fratelli Enrique e José sono stati calciatori.

## Carriera
Cresciuto nell'Atlético Madrid, ha però il suo esordio sui campi con il Murcia FC, con cui vince il Gruppo II della Segunda División 1954-1955, ottenendo così la promozione nella massima serie spagnola.
Ritornato all'Atletico, con il club capitolino gioca tre stagioni nella Primera División, con cui raggiunge la finale della Coppa del Generalissimo 1956, persa contro i baschi dell'Athletic Bilbao, oltre che il secondo posto nella stagione 1957-1958, alle spalle dei cugini del Real Madrid.
Lasciato il club capitolino, passa al Deportivo La Coruña, con cui gioca tre stagioni nella serie cadetta.
Nel 1961 passa al Las Palmas, con cui vince il Gruppo II della Segunda División 1963-1964, ottenendo la promozione nella massima serie. Dopo la promozione, con il club della Gran Canaria gioca tre stagioni nella Primera División, ottenendo come miglior piazzamento il nono posto nella stagione 1964-1965.
Nel 1968 si trasferisce in America per giocare con i canadesi del Vancouver Royals, club impegnato nella prima edizione della North American Soccer League. Con i Royals ottenne il quarto ed ultimo posto della Pacific Division. Al termine dell'esperienza americana chiude la carriera agonistica.

## Palmarès
- Segunda División (Spagna): 2

Murcia: 1954-1955 (Gruppo II)
Las Palmas: 1963-1964 (Gruppo II)